# Laura Espido Freire
Laura Espido Freire (Bilbao, Spanyolország, 1974. július 16. –), kortárs spanyol írónő.

## Élete
Iskolásévei alatt zenével foglalkozott, José Carrerast kísérve bejárta Európát, és ügyesen rajzolt, díjakat is nyert. A Deusto-i Egyetemen angol filológiából szerzett diplomát s mindmáig aktív tagja az egyetem kulturális életének. Két irodalmi folyóiratot is alapított itt.
Két egymást követő éven kapta meg a Planeta-díjat, 1998-ban Irlanda című regényéért, 1989-ben a Melocotones helados műért. 25 évesen ő volt a legfiatalabb, aki ebben az elismerésben részesült. Műfordítóként is dolgozik. Népszerű mind az olvasók, mind a kritikusok körében. Saját rovata van az El País és a La Razón napilapokban.

## Művei
Irlanda (1998)
Natalia története, akit megráz testvérének halála. Hogy helyrejöjjön, látogatóba küldik unokatestvéreihez, Irlandához és Robertóhoz. A regény légköre igen nyugtalan és ellenállhatatlan a bemutatott szépség, kegyetlenség és megérzések miatt.
Melocotones helados (1999)
A könyv sikerét példázza, hogy 2000 januárjában tizedszer adták ki. A történet főhőse Elsa, a fiatal festőnő, aki néhány váratlan halálos fenyegetés súlya alatt menekülni kényszerül.  Nagyapjához költözik, ahol azonos nevű unokatestvérével családi titkokat fedez fel és újratérképezi az emberi kapcsolatokat.
Donde siempre es octubre (1999)
Oilea egy képzeletbeli város, ahol mindig október van. A városok trilógiájának első kötete, ahol egy hanyatló társadalom tagjainak életébe és álmaiba nyerünk bepillantást, akik számára mindennél fontosabb a hagyomány és a látszat.
Primer amor (2000)
Esszé, az örök szerelemről szól.
Diabulus in musica (2001)
A képzelet és a valóság harcol ebben a regényben. Főszereplői Cristopher, a színész, Balder, a kísértet és egy lány, aki mindkettőjüket szerette. Évekig keresik egymást sikertelenül.
La última batalla de Vincavec el bandido  (2001)
Ifjúsági regény.
Cuando comer es un infierno (2002)
Esszé a bulimiáról.
Cuentos malvados (2003)
99 történet, amelyektől az embernek borsózik a háta. Pókokkal, pillangókkal, vízzel, labirintussal, tündérmesékkel, angyalokkal és megszállottsággal.
Nos espera la noche (2004)
A városok trilógiájának második kötete. Két család, a Pozbipieta és a Ralco harca egy Gyomaendred nevű képzeletbeli királyságban. Ezen a távoli, vadregényes földön a boldogság olyan elérhetetlen, mint a játék, ami után a gyerekek hiába sóvárognak.
Querida Jane, querida Charlotte (2004)
Esszé az angol romantikus irodalom világából, amelyben bemutatja Jane Austen és a Brontë testvérek, Charlotte és Emily életét, s arra keres választ, hogyan tudtak ezek az autodidakta, beteges, magányos és korán eltávozó lányok olyan nagy műveket írni.
Juegos míos (2004)
Novellagyűjtemény. Főszereplői többek között a csendes és titokzatos Anja, a bosszúálló Pandora, az ellenállhatatlan Olga, aki az igazit keresi, Anita és az árnyéka, s Bárbara különös élete a Szürke Házban. Fiatalságuk ártatlan álarca mögött szenvedély és féltékenység rejtőzik. Nemes hölgyek és serdülő szépségek, akik a végzet iránti vonzalmukat próbálják titkolni.
La diosa de pubis azul (2005)
Egy nyomozópáros egy gyilkosságot próbál felderíteni, amelyben az áldozat, egy fiatal lány szeméremtájékát kékre festették.
Mileuristas (2006)
Könyv a saját generációjáról.

### Magyarul megjelent
Eddig egyetlen magyarra fordított művéről sincs tudomásunk.

## Díjak
- 1988 – Planeta-díj (Irlanda)

- 1989 – Planeta-díj (Melocotones helados)

- 2000 – Qué leer-díj (Irlanda)